# Megachile ghillianii
Megachile ghillianii är en biart som beskrevs av Maximilian Spinola 1843. Megachile ghillianii ingår i släktet tapetserarbin, och familjen buksamlarbin. Inga underarter finns listade i Catalogue of Life.